# Örebro Olaus Petri församling
Örebro Olaus Petri församling är en församling i Örebro pastorat i Norra Närkes kontrakt i Strängnäs stift i Svenska kyrkan. Församlingen ligger i Örebro kommun i Örebro län.
Församlingen, och kyrkan, har fått sitt namn efter reformatorn Olaus Petri, som föddes i dessa trakter. Han står, tillsammans med brodern Laurentius Petri, staty utanför kyrkan.

## Administrativ historik
Församlingen bildades 1913 genom en utbrytning ur Örebro församling under namnet Örebro norra församling som sedan 1 maj 1921 ändrades till nuvarande namn. 
Församlingen var till 1 maj 1921 annexförsamling i pastoratet Örebro södra och Örebro norra. Från 1 maj 1921 till 2014 utgjorde församlingen ett eget pastorat. Från 2014 ingår församlingen i Örebro pastorat.

## Kyrkor
- Olaus Petri kyrka